# Dero Küçükkaracaviran, Oğuzeli
Dero Küçükkaracaviran là một xã thuộc huyện Oğuzeli, tỉnh Gaziantep, Thổ Nhĩ Kỳ.